# 앙드레 캉프라

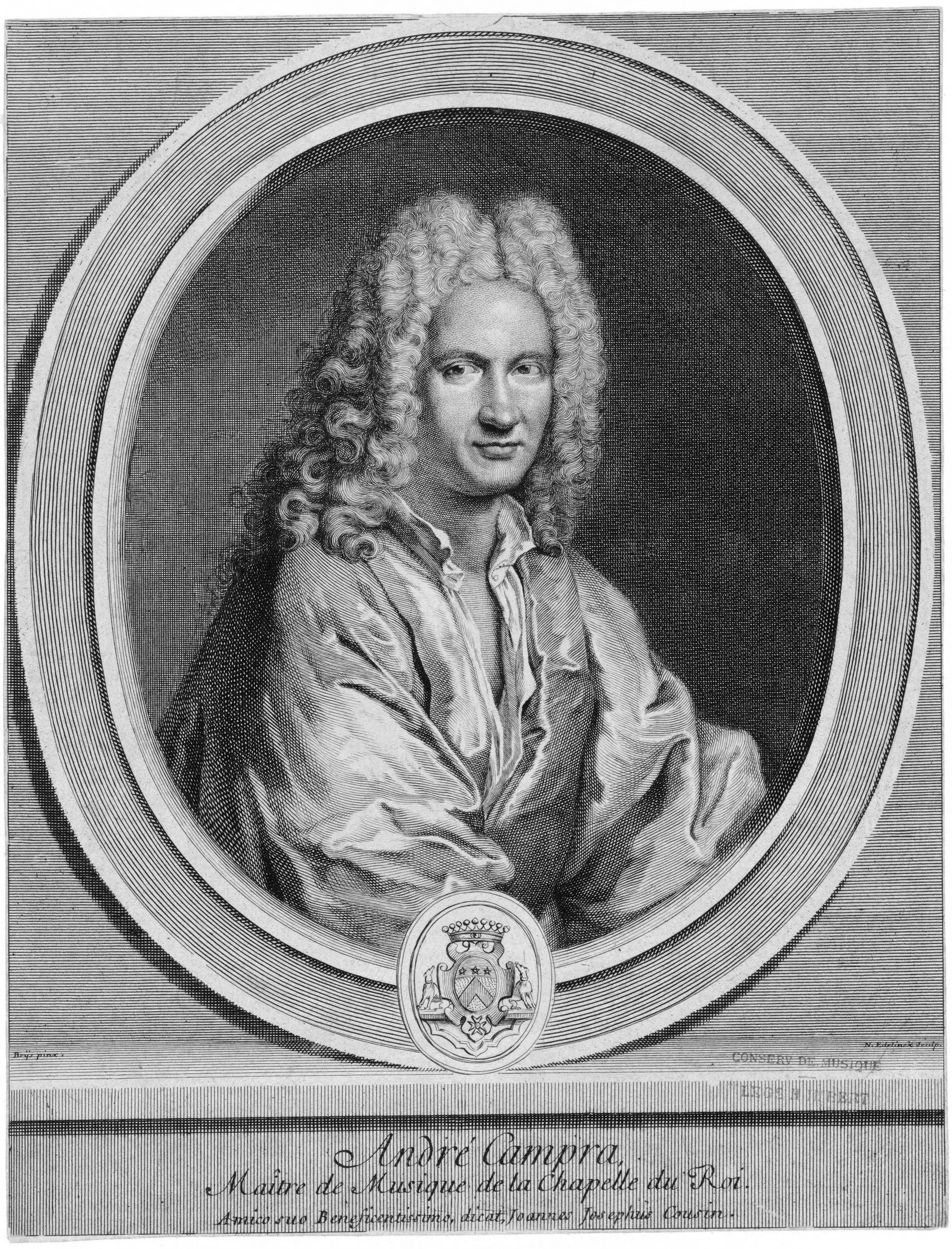
앙드레 캉프라

앙드레 캉프라(André Campra, 1660년 12월 4일~1744년 6월 29일)는 프랑스의 작곡가 겸 지휘자이다. 남프랑스 엑상 프로방스에서 태어나 아를, 투르, 파리 노트르담 대성당의 악장을 역임하는 등 처음에는 종교(교회)음악을 주로 하여 미사나 칸타타, 모테토를 작곡하였으나 1697년의 오페라 발레 <멋진 유럽>이 륄리 이후로 큰 성공을 거둔 뒤 20곡이 넘는 극장음악을 작곡하여 륄리와 함께 초기 프랑스 오페라의 대표작곡가로 불리었다. 그 음악은 프랑스와 이탈리아를 종합하였다는 평을 들으며 남부 프랑스 출신의 감성(感性)다운 활기에 가득찬 멜로디의 창의와 유연한 리듬, 대담한 화성을 보여 1710년 이후의 것은 오페라 코미크를 예고한다고도 한다. 만년의 모테토는 밝고도 장대하며 때로는 비극적인 심각성마저 자아내고 있다. 제자인 앙드레 데투슈(1672-1749)도 극장음악을 주로 작곡하였으며 그의 작품 <잇세>(1697)는 색다른 화성으로서 루이 14세로 하여금 "륄리가 죽은 후 이처럼 재미있는 오페라는 처음이다"라고까지 말하게 하였다고 한다.